# Luca D'Andrea
Luca D'Andrea (Bolzano, 15 maggio 1979) è uno scrittore italiano.

## Biografia
Luca D'Andrea è nato nel 1979 a Bolzano. Ha svolto l'attività d'insegnante alle scuole medie. Ha esordito con la trilogia fantasy-horror per ragazzi Wunderkind a firma D'Andrea G.L.. Nel 2016 il romanzo thriller La sostanza del male è divenuto un caso editoriale pubblicato in più di trentacinque paesi. Con la seconda opera, Lissy, ha vinto il Premio Scerbanenco 2017. 
Nell'agosto 2019 sul quotidiano La Repubblica è uscito il feuilleton a puntate L'animale più pericoloso poi stampato in volume unico nel gennaio 2020. 
Nell'aprile 2020 il suo saggio di narrative nonfiction Die Söhne von Aeneas viene pubblicato nell'antologia Corona und wir (che comprende articoli di Yuval N. Harari, David Quammen, Mark Spitznagel, Nassim Nicholas Taleb e Esther Duflo).
È sceneggiatore, documentarista e collabora come giornalista con i quotidiani La Stampa e La Repubblica.
Nel 2022 ha pubblicato il romanzo Il girotondo delle iene ispirandosi alla vera storia del Mostro di Bolzano. Nel dicembre dello stesso anno la casa di produzione Cattleya ha annunciato di aver acquistato i diritti del romanzo per una riduzione cinematografica/televisiva.
Secondo voci riportate dall’edizione locale de Corriere della Sera (e de l’Alto Adige )  lo scrittore bolzanino avrebbe partecipato al conflitto russo ucraino come volontario nelle file della Legione internazionale di difesa territoriale dell'Ucraina. Di fatto l’autore, pur non nascondendo il suo impegno a favore dell’Ucraina, non ha mai né smentito né confermato tali voci.

## Opere

### Romanzi
- Wunderkind. Una lucida moneta d'argento, Milano, Mondadori, 2009 ISBN 978-88-04-597780.
- Wunderkind. La rosa e i tre chiodi, Milano, Mondadori, 2010 ISBN 978-88-04-585008.
- Wunderkind. Il regno che verrà, Milano, Mondadori, 2010 ISBN 978-88-52-021718.
- La sostanza del male, Torino, Einaudi, 2016 ISBN 978-88-06-22100-3.
- Lissy, Torino, Einaudi, 2017 ISBN 978-88-06-23639-7.
- Il respiro del sangue, Torino, Einaudi, 2019 ISBN 978-88-06-24155-1.
- L'animale più pericoloso, Torino, Einaudi, 2020 ISBN 978-88-06-24527-6.
- Il girotondo delle iene, Milano, Feltrinelli, 2022 ISBN 978-88-07-03496-1.

### Antologie
- Tre passi nel buio con Massimo Carlotto e Maurizio De Giovanni, Roma, minimum Fax, 2018 ISBN 978-88-7521-924-6.
- Corona und wir

## Televisione

### Sceneggiatore
- Mountain Heroes
- White War
- Il respiro dell'oceano[9]